# Myrmecaelurus longiprocessus
Myrmecaelurus longiprocessus là một loài côn trùng trong họ Myrmeleontidae thuộc bộ Neuroptera. Loài này được Iqbal & Yousuf miêu tả năm 1997.